# Ошки безредици
Ошките безредици (на киргизки: Ош окуясы), или Ошко клане, е проява на масово етническо насилие и безредици в град Ош и Ошка област, Киргизка ССР, СССР през 1990 г.
В град Ош и областта живее значително узбекско малцинство. В хода на перестройката узбеките, по традиция търговци и земеделци, се възползват от реформите на Михаил Горбачов. Обратен е ефектът при киргизите – традиционното за тях животновъдство е засегнато от разтурването на колективните стопанства (колхози и совхози), а безработицата се качва значително. В допълнение има неравнопоставеност между народностите в местната власт. Въпреки че узбеките представляват 26% от населението в областта, те заемат едва 4% от ключовите управленски постове.
Първите спорове избухват на 1 юни около раздаването на земя от колхоз край Ош на млади киргизи за жилищни нужди. Това довежда до силно недоволство от страна на местните узбеки. На 4 юни милицията пристига и използва сила, за да потуши избухналите край стопанството протести. Според оспорвани данни 6 узбеки са убити. Последвалите сблъсъци се разширяват из Ошка област и излизат от контрол. Част от милицията се включва на страната на киргизите, местната власт им помага с коли. В помощ на узбеките идват техни сънародници от Узбекска СССР - Андижан, Наманган и пр. Напрежението нараства и много бързо се стига до убийства, насилие и палежи.
По неофициални данни са убити 1200 души. Регистрирани са над 10 000 случая на престъпления и са заведени 1500 дела. Това е единственият етнически сблъсък в бившия Съветски съюз, по който е проведено разследване. Осъдени са 46 души, присъдите варират от условни до 18-годишни ефективни за затвор със строг режим.
В района се стига до нови сблъсъци през 2010 година.